# PROM

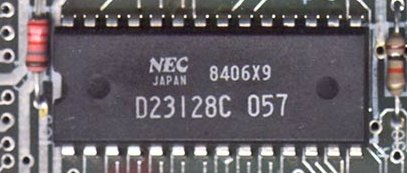
ZX Spectrum主版上的NEC D23128C PROM

可编程只读存储器（英語：Programmable read-only memory），縮寫為PROM或FPROM，是一種電腦存儲記憶晶片，每個位元都由熔絲或反熔絲的狀態決定資料內容。這種記憶體用作永久存放程式之用。常用於電子遊戲機、電子詞典等預存固定資料或程式的各式電子產品之上。PROM與狹義的ROM（Mask ROM）的差別在於前者可在IC製造完成後才依需要寫入資料，後者的資料需在製造IC時一併製作在裡面。

## 燒入程式
一個典型的PROM一開始時每個位元都會是1，編程中如將該位元的熔絲（fuse）燒斷則成為0，這一過程是不可逆的（即燒錄後不能再改變），斷電後也不會消失記憶，所以這種記憶體是一種唯讀記憶體。燒錄後造成斷開的稱為熔絲，如果是燒錄後造成接合的則稱反熔絲（antifuse）。

## 發明過程
最早的PROM是在1956年由周文俊所發明的，周文俊在紐約加頓城的美國保殊艾瑪公司（American Bosch Arma Corporation）工作。這項發明是由美國空軍所提出以用作提升空軍用電腦以及Atlas E/F波段導彈的靈活性和保安性的。

## 參照條目
- EPROM
- EEPROM